# (16588) Johngee
(16588) Johngee est un astéroïde de la ceinture principale aréocroiseur.

## Description
(16588) Johngee est un astéroïde aréocroiseur. Il présente une orbite caractérisée par un demi-grand axe de 2,56 UA, une excentricité de 0,39 et une inclinaison de 8,1° par rapport à l'écliptique.

## Compléments